# Duchi di Leuchtenberg

Stemma dal 1817

Duca di Leuchtenberg era un titolo creato due volte dai sovrani di Baviera per i loro parenti. La prima creazione fu assegnata da Massimiliano I, elettore di Baviera a suo figlio Massimiliano Filippo Girolamo, alla cui morte senza figli le terre passarono di nuovo a suo nipote l'Elettore Massimiliano II. Fu ricreato da Massimiliano I Giuseppe, re di Baviera, il 14 novembre 1817 e concesso al genero Eugenio di Beauharnais. Eugenio era il figliastro adottivo del deposto imperatore Napoleone I di Francia ed era stato suo erede a Francoforte e brevemente in Italia. Re Massimiliano Giuseppe compensò suo genero dopo che egli perse gli altri suoi titoli e lo nominò erede al regno dopo i discendenti in linea maschile della casa reale e prossimo in precedenza, dopo la famiglia reale.
In realtà un Langraviato di Leuchtenberg esisteva dal Medioevo e aveva un sovrano proprio. Fu quando nel Seicento la famiglia si estinse che il piccolo territorio fu facile preda dei bavaresi, ma l’imperatore di casa d’Austria non gradì la cosa e nel quadro bellico generale dichiarò il paese feudo imperiale assegnandolo a suo piacimento e con un seggio al Reichstag. Solo nel Settecento la cosa si ricompose a favore dell’Elettorato di Baviera.
Il titolo accompagnatore, anche nella nobiltà bavarese, fu Principe di Eichstätt, che fu restituito dal IV duca al re di Baviera nel 1855. Il 14 luglio 1839, l'imperatore Nicola I di Russia concesse il titolo russo e finlandese di altezza imperiale al III duca, Massimiliano, che aveva appena sposato sua figlia, la granduchessa Marija Nikolaevna.
Nikolaj, IV duca di Leuchtenberg, fu nominato duca di Leuchtenberg nell'Impero russo nel 1890 da Alessandro III di Russia, poiché allora faceva parte della famiglia imperiale estesa. Questa creazione elevò il trattamento da Altezza Serenissima ad Altezza Imperiale e sarebbe stato portato da tutti i discendenti di linea maschile di Nicholas nati da matrimoni di rango corrispondente del duca, che fu in carica dal 1852 al 1891. Il titolo era in gran parte cerimoniale, senza terre o governanze allegate; il trattamento e il titolo diventarono "Duca von (o di) Leuchtenberg, de Beauharnais"
Dopo la morte dell'VIII duca nel 1974, non rimane nessun erede con pieno stutus dinastico; il matrimonio dei genitori dell'VIII duca fu l'ultimo matrimonio di pari dignità stipulato da un dinasta maschile del Casato di Beauharnais. Il titolo è rivendicato da Nicolas de Leuchtenberg (nato nel 1933), discendente del figlio maggiore del IV duca, nato da un matrimonio morganatico.
Inoltre bisognerebbe distinguere tra il titolo bavarese originario e il titolo russo per la diversa linea successoria dovuta a norme diverse sui matrimoni diseguali (morganatici o meno).

## Duchi di Leuchtenberg, XVIII secolo
| Duca                                    | Immagine | Nascita | Matrimoni                                                  | Morte                         |                               |
| --------------------------------------- | -------- | --- | ---------------------------------------------------------- | ----------------------------- | ----------------------------- |
| Massimiliano Filippo Girolamo 1690–1705 |          | 30 settembre 1638 Monaco di Baviera figlio di Massimiliano I, elettore di Baviera e dell'arciduchessa Maria Anna d'Austria | Mauricette Fébronie de La Tour d'Auvergne 1668 senza figli | 20 marzo 1705 Türkheim età 66 | 20 marzo 1705 Türkheim età 66 |

## Duchi di Leuchtenberg, 1817 al 1974
| Duca | Immagine | Nascita | Matrimoni | Morte                                     |                                           |
| --- | -------- | --- | --- | ----------------------------------------- | ----------------------------------------- |
| Eugenio di Beauharnais 1817-1824 designato Altezza reale per concessione personale, Principe francese (1804), Viceré d'Italia (1805), Principe di Venezia (1807), erede al Granducato di Francoforte (1810)                              |          | 3 settembre 1781 Parigi figlio di Alexandre, Vicomte de Beauharnais e Joséphine Tascher de la Pagerie                 | Principessa Augusta di Baviera 14 gennaio 1806 7 figli                                                                            | 21 febbraio 1824 Monaco di Baviera età 42 | 21 febbraio 1824 Monaco di Baviera età 42 |
| Augusto di Beauharnais 1824-1835 designato Altezza serenissima, creato Altezza imperiale e reale da sua moglie, Duca di Santa Cruz (1829), Principe consorte del Portogallo (1834)                                                       |          | 9 dicembre 1810 Milano figlio di Eugenio di Beauharnais e della principessa Augusta di Baviera                        | Maria II, regina del Portogallo 1º dicembre 1834 senza figli                                                                      | 28 marzo 1835 Lisbona età 24              | 28 marzo 1835 Lisbona età 24              |
| Maximilian di Leuchtenberg 1835-1852 designato Altezza serenissima, concesso il trattamento di Altezza imperiale da suo suocero |          | 2 ottobre 1817 Monaco di Baviera figlio di Eugenio di Beauharnais e della principessa Augusta di Baviera              | Granduchessa Marija Nikolaevna di Russia 2 luglio 1839 7 figli                                                                    | 1º novembre 1852 San Pietroburgo età 35   | 1º novembre 1852 San Pietroburgo età 35   |
| Nikolaj Maksimilianovič di Beauharnais 1852-1891 designato Altezza imperiale |          | 4 agosto 1843 figlio di Maximilian de Beauharnais e della granduchessa Marija Nikolaevna di Russia                    | Nadezhda Sergeevna Annenkova (morganatico) ottobre 1868 2 figli maschi                                                            | 6 gennaio 1891 Parigi età 47              | 6 gennaio 1891 Parigi età 47              |
| Evgenij Maksimilianovič di Beauharnais 1891-1901 designato Altezza imperiale |          | 8 febbraio 1847 San Pietroburgo figlio di Maximilian de Beauharnais e della granduchessa Marija Nikolaevna di Russia  | Daria Opotchinina (morganatico) 20 gennaio 1869 1 figlia Zinaida Skobeleva (morganatico) 14 luglio 1878 senza figli               | 31 agosto 1901 San Pietroburgo età 54     | 31 agosto 1901 San Pietroburgo età 54     |
| Georgij Maksimilianovič di Beauharnais 1901-1912 designato Altezza Imperiale |          | 29 febbraio 1852 San Pietroburgo figlio di Maximilian de Beauharnais e della granduchessa Marija Nikolaevna di Russia | Duchessa Teresa Petrovna di Oldenburg 12 maggio 1879 un figlio maschio Principessa Anastasia di Montenegro 16 aprile 1889 2 figli | 16 maggio 1912 Parigi età 60              | 16 maggio 1912 Parigi età 60              |
| Aleksandr Georgievič di Beauharnais 1912-1942 designato Altezza Imperiale; riconvertito ad Altezza serenissima dopo l'abolizione dei titoli russi nel 1918; titolo tenuto in pretesa, dopo l'abolizione della monarchia tedesca nel 1919 |          | 13 novembre 1881 San Pietroburgo figlio di Georgij Maksimilianovič e della duchessa Teresa Petrovna di Oldenburg      | Nadezhda Nicolaevna Caralli (morganatico) 22 gennaio 1917 senza figli                                                             | 26 settembre 1942 Salies-de-Béarn età 60  | 26 settembre 1942 Salies-de-Béarn età 60  |
| Sergej Georgievič di Beauharnais 1942-1974 designato Altezza serenissima |          | 4 luglio 1890 Peterhof figlio di Georgij Maksimilianovič e della principessa Anastasia di Montenegro                  | celibe | 7 gennaio 1974 Roma età 83                | 7 gennaio 1974 Roma età 83                |